# Колдспринг (Тексас)
Колдспринг (енгл. Coldspring) град је у америчкој савезној држави Тексас. По попису становништва из 2010. у њему је живело 853 становника.

## Демографија
Према попису становништва из 2010. у граду је живело 853 становника, што је 162 (23,4%) становника више него 2000. године.
| Група             | 2000.       | 2010.       |
| Белци             | 440 (63,7%) | 547 (64,1%) |
| Афроамериканци    | 217 (31,4%) | 249 (29,2%) |
| Азијати           | 4 (0,6%)    | 17 (2,0%)   |
| Хиспаноамериканци | 22 (3,2%)   | 24 (2,8%)   |
| Укупно            | 691         | 853         |